# Paunküla
Paunküla est un village de la commune de Kose du comté de Harju en Estonie.
Au 31 décembre 2011, le village compte 121 habitants.

## Description
Paunküla est un village du comté de Harju, dans la municipalité de Kose, au bord de la rivière Pirita.
Jusqu'en 2013, le village appartenait à la commune de Kõu.
Paunküla abritait autrefois le manoir de Paunküla. 
La Zone de protection du paysage de Paunküla se trouve à Paunküla.
Le réservoir de Paunküla voisin porte le nom du village.
Il y a trois monuments archéologiques dans le village.